# Stejerovo, Plevna
Stejerovo (în bulgară Стежерово) este un sat în comuna Levski, regiunea Plevna,  Bulgaria. 

## Demografie
Componența etnică a satului Stejerovo
     Bulgari (95,58%)
     Turci (1,1%)
     Nicio identificare (2,57%)
     Altele (0,73%)
La recensământul din 2011, populația satului Stejerovo era de 544 locuitori. Din punct de vedere etnic, majoritatea locuitorilor (95,58%) erau bulgari, cu o minoritate de turci (1,1%). Pentru 2,57% din locuitori nu este cunoscută apartenența etnică.